# Francis Romero
Francis Romero (Caracas, Venezuela) é uma atriz de teatro, cinema, rádio e televisão venezuelana. Fez parte do elenco de Gaz, uma versão de As Troianas de Eurípides dirigida por Elia Schneider, que estreou no teatro La Mamma ETC de Nova Iorque em 1989.
Ganhou em 2007 o Prêmio Municipal de Teatro para a Melhor Atriz Secundária por seu papel de Mercedes em La Quinta Dayana, escrita por Elio Palencia e dirigida por Gerardo Blanco.

## Filmografia

### Cinema
- Onda corta (2008) como Fermina
- Móvil pasional (1993)

### Televisão
- Isa TKM (2008) como Professora Severa Rigores
- Aunque mal paguen (2007)
- Túkiti, crecí de una (2007)
- Archivos del más allá como la Doctora Acevedo (2003, 1 episódio)
- La soberana (2001) como la Señora Mijares
- Mariú (2000, série) como Romelia Bernal
- María de los Ángeles (1997, episódios desconhecidos)
- Volver a vivir (1996) como Oriana
- Los milagros del venerable (1995) como Leticia
- Entrega total (1995) como Lucrecia
- De oro puro (1993) como Cecilia Azocar
- Por estas calles (1992) como Zaira Magalí
- Caribe (1990) como Elvira Contreras
- De mujeres (1990) como Ingrid
- Disparen a matar (1990) como Luisa
- Pobre diabla (1990) como Francia
- Alondra (1989) como Regina
- Amanda sabater (1989) como Caridad
- Alma mía (1988)
- La dama de rosa como Sonia (1986, 1 episódio)